# Thomisus cavaleriei
Thomisus cavaleriei là một loài nhện trong họ Thomisidae.
Loài này thuộc chi Thomisus. Thomisus cavaleriei được Ehrenfried Schenkel-Haas miêu tả năm 1963.